# Beaver River, Saskatchewan
Beaver River är ett vattendrag i Kanada.   Det ligger i provinsen Saskatchewan, i den centrala delen av landet, 2 500 km väster om huvudstaden Ottawa.
I omgivningarna runt Beaver River växer i huvudsak blandskog. Trakten runt Beaver River är nära nog obefolkad, med mindre än två invånare per kvadratkilometer.